# Frână de gură

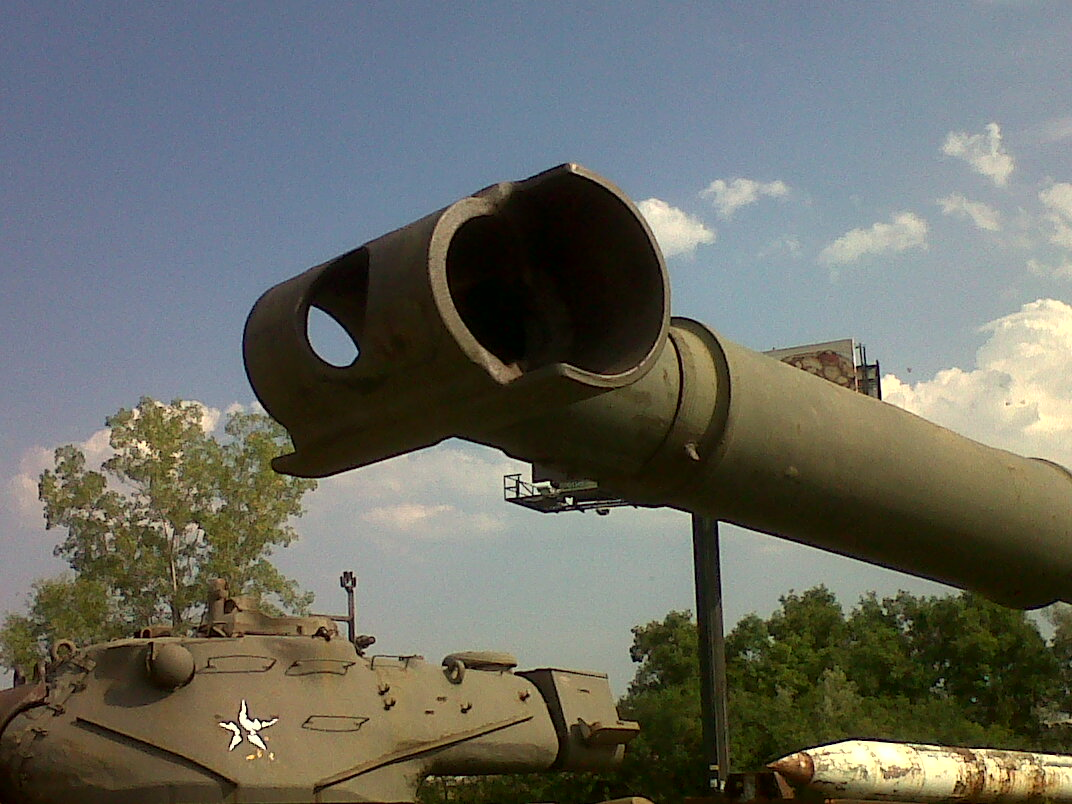
Frâna de gură de pe tunul tancului M47 Patton.

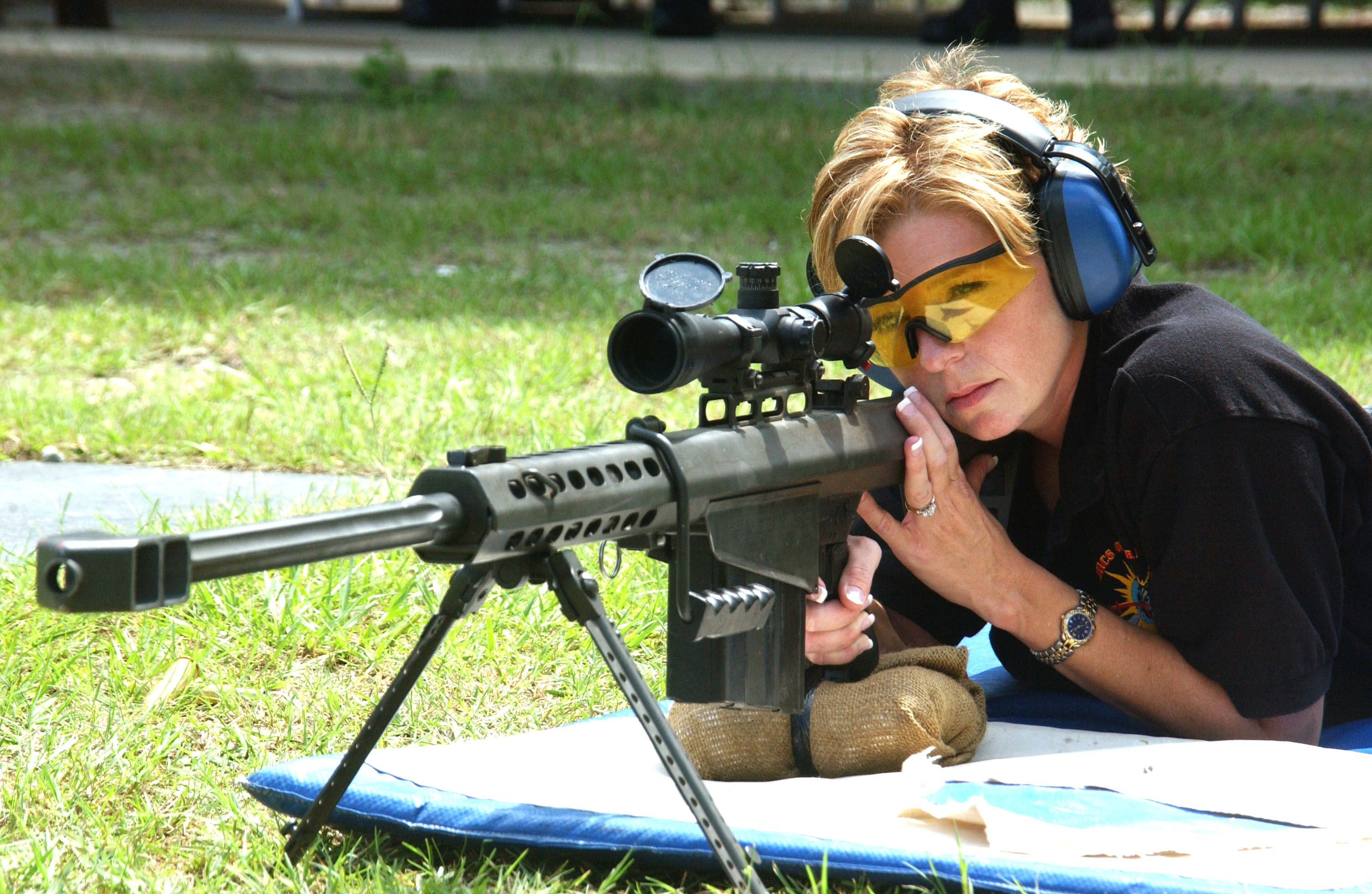
O frână de gură pe un Barrett M82 anti-materiel/sniper rifle.

Frâna de gură, cunoscută și sub denumirea de compensator, este o componentă amplasată pe gura țevii unei arme de foc, fie că este vorba de o pușcă, fie de un tun, pentru a redirecționa gazele de ieșire, reducând atât reculul, cât și ridicarea țevii după tragere. Frânele de gură sunt utilizate deseori în lupte și în competiții de arme de foc (tir viteză) și sunt, de obicei, plasate pe arme care trag cu gloanțe de calibru mari (cum ar fi puști de vânătoare mari) și chiar pe anumite piese de artilerie și tunuri de tanc.